# Gallop Racer
 (mars 2020).
Si vous disposez d'ouvrages ou d'articles de référence ou si vous connaissez des sites web de qualité traitant du thème abordé ici, merci de compléter l'article en donnant les références utiles à sa vérifiabilité et en les liant à la section « Notes et références ».
Gallop Racer ( ギャロップレーサー) est une série de jeux vidéo de courses hippiques, créée par Tecmo. Sortie à l'origine sur les bornes arcades nippone, il est disponible sur les plates-formes PlayStation, PlayStation 2 et PC. À ce jour, huit éditions ont été publiées au Japon, six en Amérique du Nord et deux en Europe.

## Épisodes
La série comprend les épisodes suivants :
- Gallop Racer (Arcade / PlayStation, uniquement disponible au Japon)
- Gallop Racer 2: One and Only Road to Victory (Arcade / PlayStation, uniquement disponible au Japon)
- Gallop Racer 3 (Version Arcade / PlayStation, PlayStation lancée aux États-Unis sous le nom de Gallop Racer)
- Gallop Racer 2000 (PlayStation, uniquement disponible au Japon)
- Gallop Racer 5 (PlayStation 2, sorti aux Etats-Unis sous le nom de Gallop Racer 2001)
- Gallop Racer 6 -Revolution- (PlayStation 2, sorti aux Etats-Unis sous le nom de Gallop Racer 2003: A New Breed et en Europe sous le nom At the Races Presents Gallop Racer)
- Gallop Racer: Lucky 7 (PlayStation 2, sorti aux Etats-Unis sous le nom de Gallop Racer 2004 et en Europe sous le nom Gallop Racer 2)
- Gallop Racer 8 -Live Horse Racing- (PlayStation 2, sorti aux Etats-Unis sous le nom de Gallop Racer 2006)
- Gallop Racer Inbreed (PlayStation 2, uniquement disponible au Japon)
- Gallop Racer ONLINE (PC, uniquement disponible au Japon du 28 août 2007 au 31 mars 2009)
- Champion Jockey: G1 Jockey & Gallop Racer (Xbox 360 / PlayStation 3 / Nintendo Wii)
- Gallop Racer (iOS / Android)

## Système de jeu

### Chevaux
Les chevaux dans Gallop Racer sont divisées en quatre classes, en référence à leurs positions dans la course. Ces classes sont :
- Runner
- Preceder
- Mid-Runner
- Closer

### Coupes
La plupart des pistes principales aux États-Unis, au Japon et en Europe sont représentées. Les courses ne portent cependant pas leurs noms officiels. Par exemple, les trois courses de la US Triple Crown sont connues sous les noms de Derby de Louisville, de Derby de Baltimore et de Derby de New York. Les courses de Groupe I comme la US Triple Crown et la coupe du monde de Dubaï (connue sous le nom de coupe universelle) doivent être débloquées en remportant certaines courses et en remplissant certaines conditions.
Les courses peuvent s'étendre sur une distance de 5 stades (~1km) à 20 stades et toutes les distances des terrains de courses sont exactement les mêmes que leurs homologues de la vie réelle.